# آدولف پاتک
آدولف پاتک (آلمانی: Adolf Patek; ۴ آوریل ۱۹۰۰ – ۹ سپتامبر ۱۹۸۲ (۸۲ سال)) بازیکن فوتبال اهل اتریش بود.
از باشگاه‌هایی که در آن بازی کرده‌است می‌توان به باشگاه فوتبال اسپارتا پراگ اشاره کرد.